# Tragedia de La Meca de 2024
Entre el 14 al 19 de junio de 2024, al menos 1.301 personas que se encontraban en la peregrinación de Hajj a La Meca murieron debido al calor extremo, con temperaturas superiores a 50 °C (122 °F), lo que lo convierte en uno de los Hajj más mortíferos hasta la fecha. La temperatura más alta registrada en la Gran Mezquita de La Meca fue 51,8 °C (125,2 °F). El 16 de junio se informaron al menos 2.764 casos de enfermedades relacionadas con el calor. Una persona murió en medio de la aglomeración de gente.

## Acontecimientos
El ministro de salud de Arabia Saudita dijo que al menos 1.301 personas murieron durante la peregrinación. De los fallecidos, al menos 600 eran peregrinos egipcios. Los diplomáticos jordanos declararon que 60 jordanos también murieron a causa del calor extremo. El Ministerio de Asuntos Exteriores de Túnez informó que al menos 35 peregrinos tunecinos murieron durante "un fuerte aumento de las temperaturas". Indonesia informó de 132 muertes, de las cuales se confirmó que al menos tres se debían a un golpe de calor. Se informó que trece peregrinos de la región del Kurdistán en Irak murieron debido a un golpe de calor.
Cinco mujeres peregrinas de Jammu y Cachemira sucumbieron a un golpe de calor en el Monte Arafat y en Muzdalifah. Otros peregrinos de Irán y Senegal también se encontraban entre los muertos. Las autoridades sauditas dijeron que hubo más de 2.700 casos de "agotamiento por calor" sin mencionar las muertes.
Un diplomático egipcio dijo que la mayoría de sus ciudadanos murieron a causa de problemas de salud provocados por el calor, como la presión arterial alta. Un diplomático egipcio dijo que un gran número de peregrinos realizaban el Hajj sin registrarse porque no podían permitirse los trámites oficiales, y esto podría haber exacerbado el número de víctimas egipcias y de heridos en general causados por el calor extremo. Las razones de esto incluían que no podían acceder a instalaciones con aire acondicionado ni a estaciones oficiales de comida o agua, lo que les provocaba períodos prolongados de deshidratación, exposición y susceptibilidad al calor extremo. El diplomático también afirmó que la afluencia masiva de peregrinos no registrados probablemente había desbordado las instalaciones existentes, provocando desorden en la distribución de alimentos, agua y servicios médicos.

## Nacionalidades
Un testigo del desastre informó haber visto a peregrinos tirados inmóviles a lo largo de la carretera y señaló que las ambulancias "no sabían qué camino tomar".
| País           | Muertos |
| -------------- | ------- |
| Argelia        | 22      |
| Australia      | 1       |
| Bangladés      | 35      |
| Egipto         | 672     |
| Estados Unidos | 2       |
| Filipinas      | 1       |
| Francia        | 2       |
| Guinea         | 4       |
| India          | 98      |
| Indonesia      | 234     |
| Irán           | 37      |
| Irak           | 19      |
| Jordania       | 99      |
| Libia          | 8       |
| Malasia        | 14      |
| Marruecos      | 20      |
| Nigeria        | 1       |
| Países Bajos   | 1       |
| Pakistán       | 58      |
| Rusia          | 5       |
| Senegal        | 3       |
| Siria          | 5       |
| Somalia        | 6       |
| Tayikistán     | 3       |
| Túnez          | 49      |
| Turquía        | 23      |